# Дерик (Сирия)
Дерик или Эль-Маликия (араб. المالكية‎, курд. Dêrika Hemko, сир. ܕܝܪܝܟ) — город на северо-востоке Сирии, расположенный на территории мухафазы Эль-Хасака. Административный центр района Эль-Маликия.

## Географическое положение
Город находится в северо-восточной части мухафазы, вблизи границы с Турцией, на расстоянии приблизительно 140 километров к северо-востоку от города Эль-Хасака, административного центра провинции и на расстоянии 662 километров к северо-востоку от Дамаска, столицы страны. Абсолютная высота — 503 метра над уровнем моря.

## Демография
По данным переписи 2004 года численность населения города составляла 26 311 человек.
Динамика численности населения города по годам:
| Год  | Численность | Численность |
| ---- | ----------- | ----------- |
| 2004 | 26 311      |             |
| 2012 | 39 000      |             |